# Lijst van personen uit Tegelen
De alfabetische lijst van personen uit Tegelen bevat mensen die in deze Limburgse plaats (gemeente Venlo) zijn geboren.
- Samir Amari (1980), voetballer

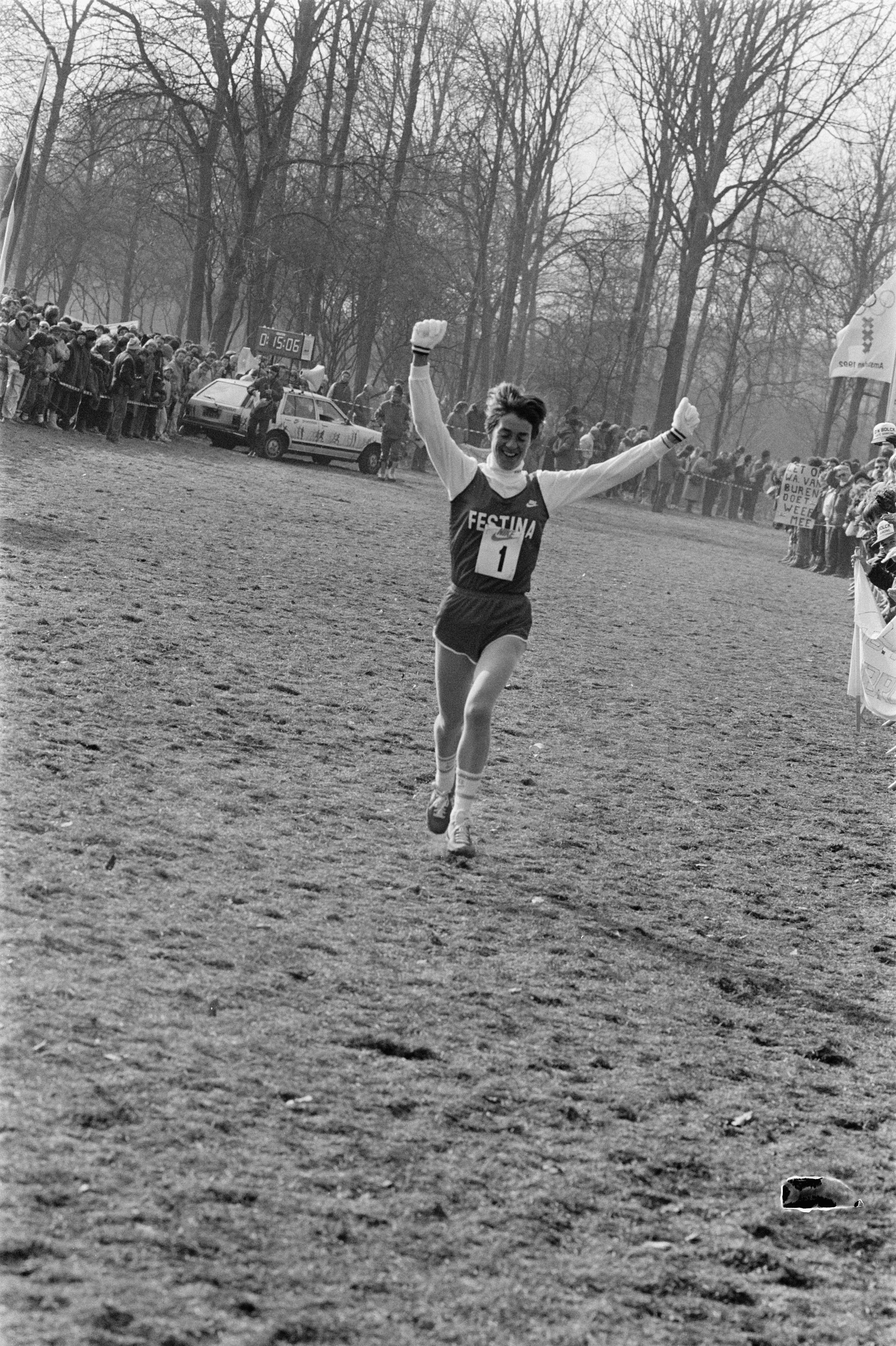
Carla Beurskens

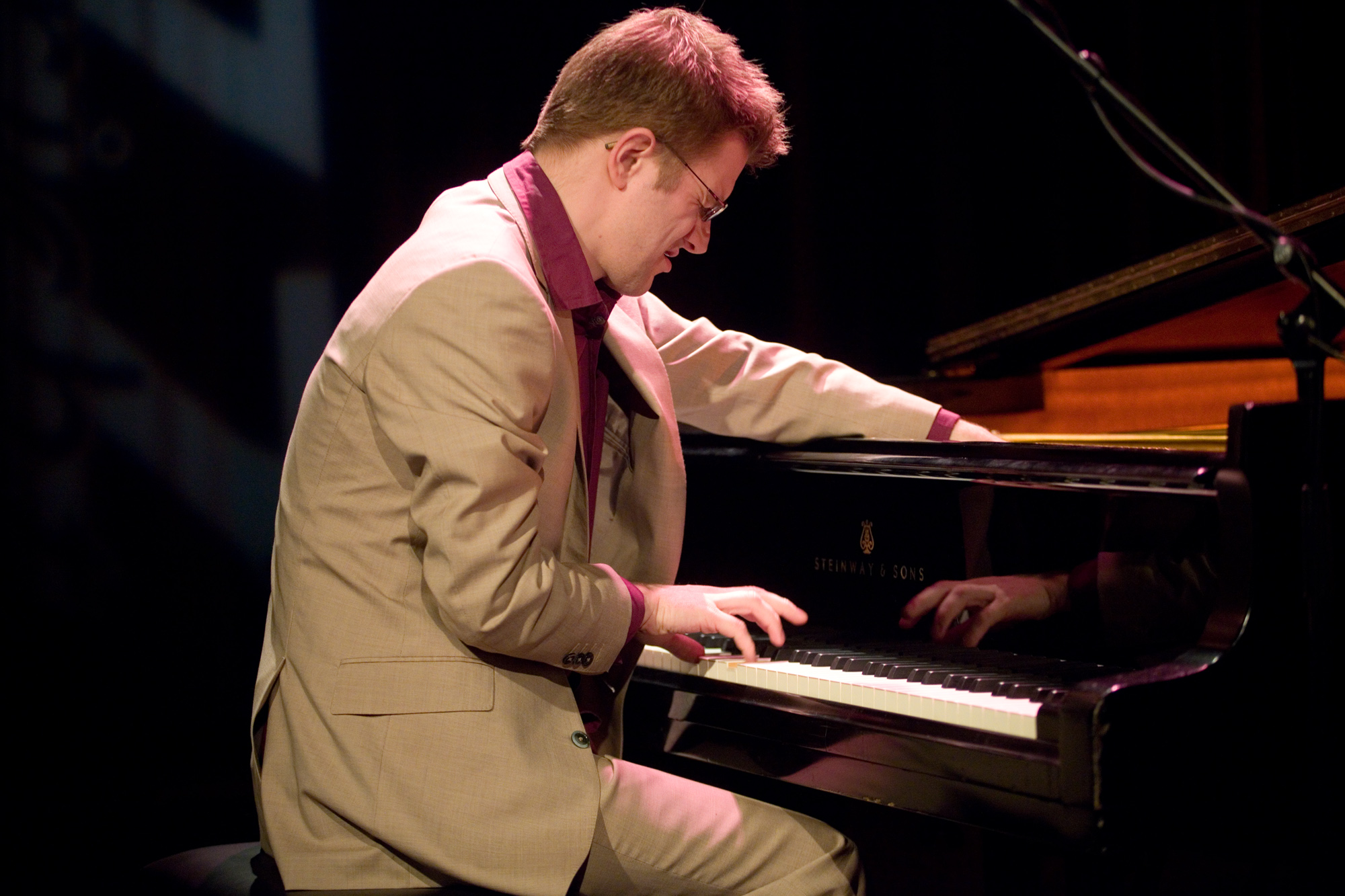
Mike Roelofs

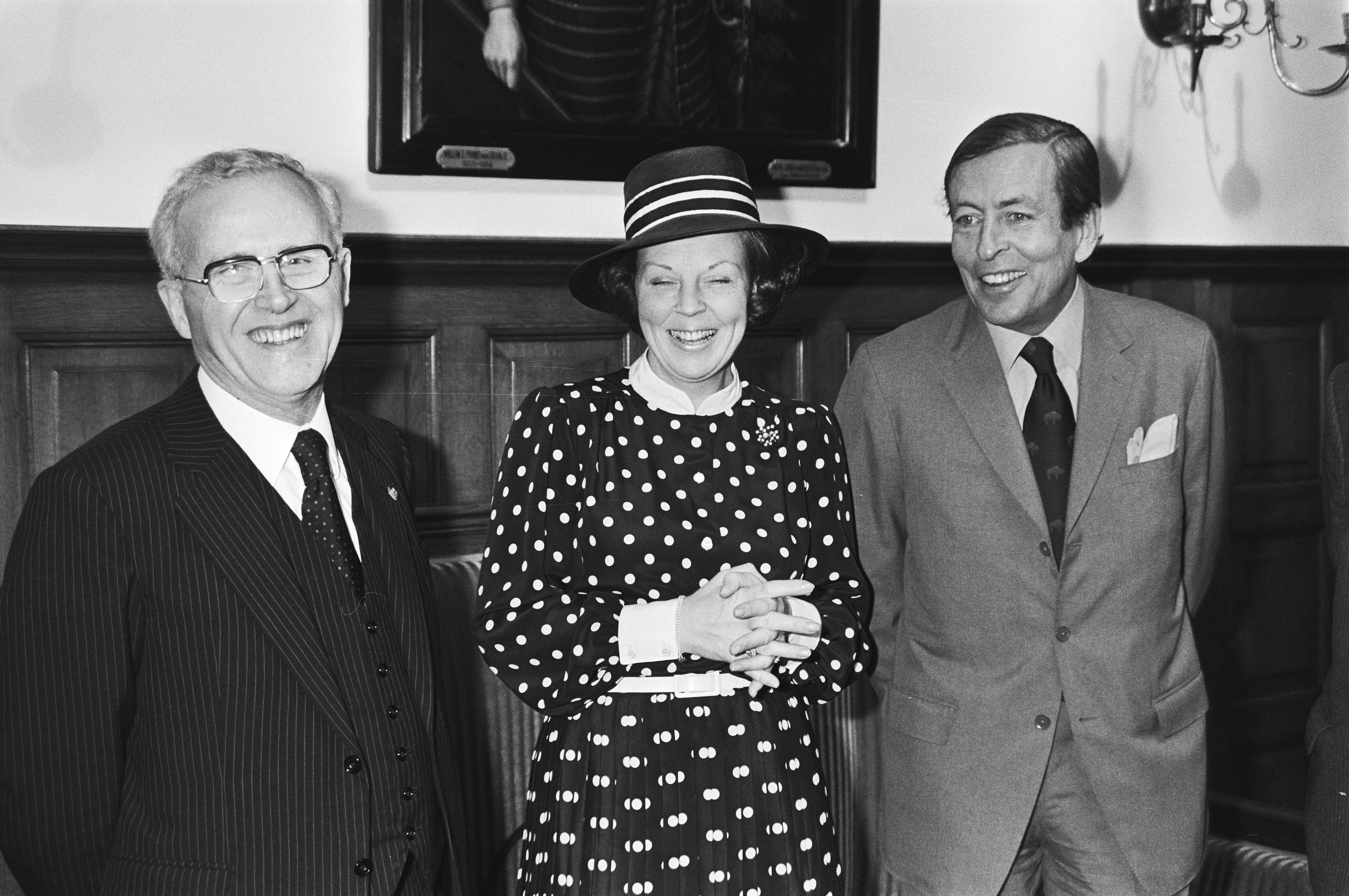
Theo Thurlings (links)

- Menke Koos van der Beek (1918–1944), verzetsstrijder
- Souhail Belkassem (1996), voetballer
- Huub Beurskens (1950), schrijver
- Carla Beurskens (1952), atlete
- Jac Bongaerts (1920–1997), kunstenaar
- Hans Coort (1956), voetballer
- Nicolas Dings (1953), beeldhouwer
- Pieter-Adam Van Dinter (1808-1887), Belgisch orgelbouwer
- Daan Doesborgh (1988), dichter
- Yvonne van den Eerenbeemt (1981), cabaretière, zangeres
- Geert van Eijk (1948), hockeyer
- Dries Engelen (1927-2021), beeldhouwer en keramist
- Stef Feijen (1908-1973), verzetsstrijder
- Caspar Franssen (1860–1932), architect
- Ronald Goedemondt (1975), cabaretier
- Patricia de Groot (1964), schrijfster
- Hanneke Hendrix (1980), schrijfster
- André van den Heuvel (1927–2016), acteur
- Bernard Hofstede (1980), voetballer
- Jos Hol (1958), zanger
- Sjer Jacobs (1963), kunstenaar
- Chantal Janzen (1979), musicalster en presentatrice
- Chip Jones (1979), basketballer
- Piet Killaars (1922–2015), beeldhouwer
- Marion Koopmans (1956), hoogleraar virologie
- Dries Kreijkamp (1937–2014), kunstenaar
- Pieter Kuijpers (1968), filmregisseur
- Ted Noten (1956), sieradenontwerper
- Jos Oehlen (1953), beeldhouwer
- Harry Opheij (1929-2018), politicus
- André Orval (1940-2021), voetballer
- Niek Pas (1970), historicus
- Piet Peters (1889–1950), kunstenaar
- Frans Pollux (1977), muzikant, journalist en schrijver
- Mike Roelofs (1980), jazzmuzikant
- Piet Schroemges (1939), voetballer
- Frans Simons (1908–2002), bisschop
- Jeu Sprengers (1938–2008), voorzitter KNVB
- Huub Stapel (1954), acteur
- Harry Storms (1945), beeldhouwer
- Frans Swinkels (1931–1994), voetballer
- Theo Thurlings (1916–1997), politicus (KVP)
- Ben Verbong (1949), filmregisseur
- Mariet Verbong (1939–2006), schrijfster
- Sjors Verdellen (1981), voetballer
- Bob Vostermans (1981), politicus
- Myra Ward (1916–1990), actrice
- Max Warmerdam (2000), schaker
- Lynn Wilms (2000), voetbalspeelster